# Czartajew (gromada)
Czartajew – dawna gromada, czyli najmniejsza jednostka podziału terytorialnego Polskiej Rzeczypospolitej Ludowej w latach 1954–1972.
Gromady, z gromadzkimi radami narodowymi (GRN) jako organami władzy najniższego stopnia na wsi, funkcjonowały od reformy reorganizującej administrację wiejską przeprowadzonej jesienią 1954 do momentu ich zniesienia z dniem 1 stycznia 1973, tym samym wypierając organizację gminną w latach 1954–1972.
Gromadę Czartajew z siedzibą GRN w Czartajewie utworzono – jako jedną z 8759 gromad – w powiecie siemiatyckim w woj. białostockim, na mocy uchwały nr 21/V WRN w Białymstoku z dnia 4 października 1954. W skład jednostki weszły obszary dotychczasowych gromad Czartajew, Grzyby Orzepy, Kułygi, Krasewicze i Leszczka ze zniesionej gminy Czartajew w tymże powiecie. Dla gromady ustalono 13 członków gromadzkiej rady narodowej.
1 stycznia 1959 do gromady Czartajew przyłączono obszar zniesionej gromady Wiercień Duży.
31 grudnia 1959 do gromady Czartajew przyłączono obszar zniesionej gromady Skiwy Duże.
Gromada przetrwała do końca 1972 roku, czyli do kolejnej reformy gminnej.